# وظیفه نهایی گوندی (رمان)
وظیفه نهایی گوندی یک رمان ماجراجویی از نویسندگان آمریکایی استیون کینگ و ریچارد چیزمار است. این رمان در تاریخ  ۱۵ فوریه ۲۰۲۲ منتشر شد. بعد از آن این رمان جزو سومین قسمت از رومان سه گانه جعبه دکمه گوندی می باشد. و قسمت های پیشین آن هچون جعبه دکمه گوندی و پر جادویی گوندی می باشد. به طور کلی در سال آینده درست در سال ۲۰۲۶ در ایستگاه فضایی ام اف-۱ اتفاق می افتد و حول محور گوندی پترسون، سناتور ۶۴ ساله ایالات متحده از مین می چرخد. بعد از آن ۲۰ سال از زمانی که ریچارد فاریس او را از دست جعبه دکمه خلاص نموده می گذرد، ولی در حال حاضر این جعبه دکمه برگشته است و پیش از آنکه بتواند یک بار برای همیشه آن را متلاشی سازد، باید با موانع گسترده ای مواجه شود.   

## خلاصه داستان
رومان وظیفه نهایی گوندی سومین قسمت از سه گانه جعبه دکمه گوندی می باشد. این رمان ترسناک که از طرف استفن کینگ و ریچارد چیزمار رقیمه گردیده شده، آخرین برخورد گوندی پترسون (شخص داستان) با جعبه دکمه را شرح می دهد. گوندی از طرف ریچارد فاریس وظیفه پیدا می کند تا جعبه را در فضای بیرونی دور رها سازد، بعد از آن تنها مکانی که او معتقد است جعبه می‌تواند برای حفظ جهان از آن مکان برود. از وقتی که گوندی آخرین بار جعبه را در دست داشت، قدرت آن برای انجام کارهای بد او گسترده شده بود. فاریس همه گیری کووید را ناشی از سوء استفاده یکی از اربابان از آن جعبه می داند.